# Eunidia fulvida
Eunidia fulvida är en skalbaggsart som först beskrevs av Francis Polkinghorne Pascoe 1858.  Eunidia fulvida ingår i släktet Eunidia och familjen långhorningar. Inga underarter finns listade i Catalogue of Life.